# 김명식 (가수)
김명식은 대한민국의 현대 기독교 음악 가수이다. 1995년부터 솔로로 활동을 시작했다. 조용하면서 깊이 있는 목소리로 청년부터 장년층까지 폭넓은 인지도를 확보하고 있다.

## 활동
- 1986년 극동방송 주최 복음성가 경연대회 본선 진출로 CCM에 처음 진출했으며, 한국컨티넨탈 싱어즈 지휘자 활동을 하다가 솔로로 전향했다. 1995년 첫 번째 싱글앨범 〈영원한 사귐〉을 내놓아 호평을 받았고, 3년 후 2집 〈꿈〉을 출시했다.
- 2003년 4년 동안의 준비 과정을 거쳐 종교적 색채를 크게 희석시킨 〈아가〉(雅歌)를 내놓았는데, 이 앨범은 대한민국과 미국의 대학생들의 의견을 적극 참고하여 만들었다. 마이클 톰슨, 비니 콜레이우타 등 세션맨들도 평가에 참여시켰다.[2]
- 2006년 7월부터 10월까지 '초심잡기 예배 프로젝트'라는 이름의, 무보수 찬양사역 활동을 하기도 했다.[3]
- 2007년 10월부터는 기아대책과 함께 '행복한만찬 콘서트' 등 굶주린 이웃들을 위해 나눔투어콘서트를 진행하고 있다.

- 2집 발표 후 오랜 준비 끝에 2009년 3집 〈사람을 살리는 노래〉를 내놓았다.[4]

## 참고 문헌
1. ↑  기아대책 음악대사에 위촉된 CCM 사역자 김명식 “찬양으로 더 낮은 곳에 도움될 것”[깨진 링크(과거 내용 찾기)], 국민일보, 2008-02-24 입력, 2009-08-16 확인.
2. ↑  복음성가 가수 김명식 "가요같은 성가" 발표, 일간스포츠, 2003-12-10 입력, 2009-08-16 확인.
3. ↑  김명식 “불러만 주세요. 무조건 갑니다”[깨진 링크(과거 내용 찾기)]. 크리스천투데이, 2006-06-30 입력, 2009-08-16 확인.
4. ↑  ‘한국CCM의 전설’ 김명식의 꿈, 그리고 노래[깨진 링크(과거 내용 찾기)]. 크리스천투데이. 2009-06-06 입력, 2009-08-16 확인.